# 錺葺
錺葺(かざりぶき)は、明治時代後半より関東を中心に栄えた看板建築の戸袋などに見られる、銅板を使った壁面装飾技術の総称のこと。
主に神社仏閣の銅葺屋根を手掛ける職人の間でこのように呼ばれている。

## 方法
継続する紋様の形（日本の伝統紋様など）を組み合わせてデザインし、製図を終えたのち紋様のピースの形よりやや大きめに銅を手作業でカットする。
カットされた銅のピースにハゼ代とよばれる組み合わせ部分の印をつくる。
一枚一枚ハゼ代の印部分をバッタとよばれる工具を使用し手作業で折り曲げていく。
ハゼ代とハゼ代を組み合わせる事により平面に模様が完成する。